# Mosquete cabilio

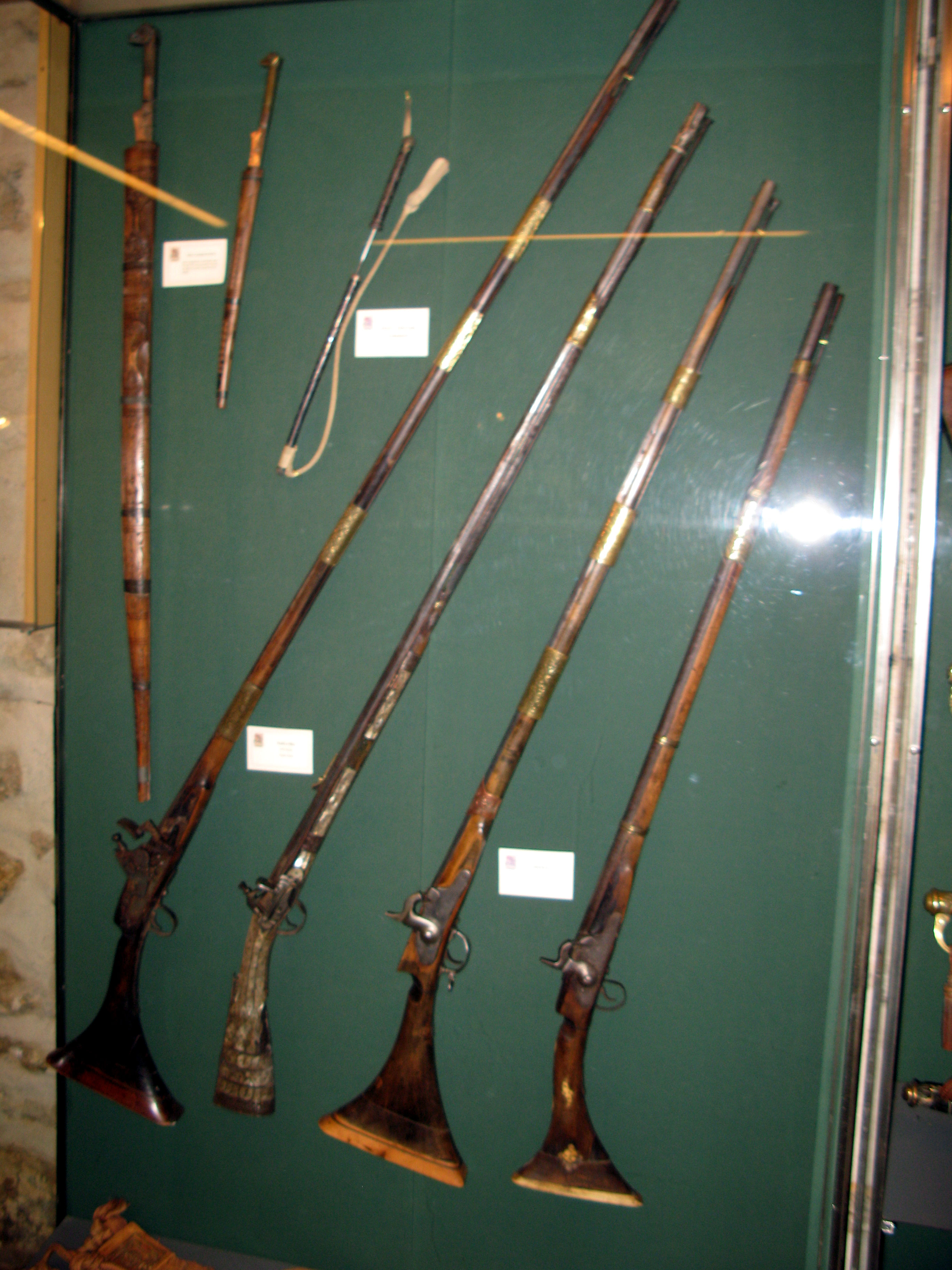
Moukhala con snaphance, Džeferdar con llave de Miquelete y dos moukhala modificados con llave de percusión.

El mosquete cabilio, mosquete de Cabilia o moukalla (moukhala)  era un tipo de mosquete ampliamente utilizado en el norte de África, producido por varias naciones y tribus nativas.
El mosquete cabilio jugó un importante papel en las guerras tribales de las regiones de Cabilia y el Magreb. Fueron empleados durante largo tiempo, desde el siglo XVII al siglo XX; su producción solamente cesó cuándo las armas con cartuchos de percusión central tuvieron una amplia difusión. Este tipo de mosquete sería descrito como snaphance cabilio (o de Cabilia) o miquelet cabilio  (o de Cabilia).

## Características
Dos tipos de llave fueron prevalentes en las armas cabilias, uno derivado de los tipos holandeses e ingleses de la llave snaphance, normalmente con una platina más gruesa. La posición de semiamartillado era lograda mediante un retén detrás del martillo. Cuando estaba amartillado, el retén pasaba a través de la placa de la llave y encajaba en el talón del martillo. La otra era la llamada "llave de dedo" árabe, una variante de la llave de Miquelete, estrechamente ligada a la "llave de agujeta" (que requería un retén posterior para la posición de semiamartillado) y la "llave romana" italiana. El término llave de Miquelete se utiliza hoy para describir un tipo particular de llave de chispa. La llave de Miquelete, en todas sus variedades, fue muy común durante varios siglos en los países de la cuenca del Mediterráneo, particularmente en España, Italia, los Balcanes y los territorios del Imperio otomano, que incluían los estados costeros del norte de África. Este tipo de mosquete sería descrito como un snaphance cabilio, o un miquelete cabilio.
El calibre de la bala que disparaba este mosquete era grande, normalmente en el rango de 17 mm (.67). Estas armas eran muy largas, alrededor de 1.829 mm (6 pies). Solo el cañón tenía una longitud de 1.118 mm a 1.321 mm (44 a 52 pulgadas). El cañón estaba sujetado al guardamanos por unas doce bandas (capuchinas) de hierro, latón, o plata. Cuándo se utilizaba plata, frecuentemente se hacía en forma de nielo. 
Estos mosquetes solían tener todas sus piezas metálicas grabadas y las llaves podían estar enchapadas en plata. El guardamanos y la culata en forma de trompeta están típicamente decoradas con formas de plata incrustadas con coral o marfil. Incluso las partes expuestas de la baqueta de madera también estaban forradas con plata.

## Origen
La mayoría de estos mosquetes fueron producidos en la Cabilia, un área habitada por las tribus cabilias, una tribu Berber extendida a lo largo del área conocida como el Magreb en el norte de Argelia, Libia occidental, Marruecos, y Túnez.